# Liste der Bodendenkmale in Blankenheim (Landkreis Mansfeld-Südharz)
In der Liste der Bodendenkmale in Blankenheim (Landkreis Mansfeld-Südharz) sind alle Bodendenkmale der Gemeinde Blankenheim und ihrer Ortsteile aufgelistet. Grundlage ist die Veröffentlichung der Landesdenkmalliste mit Stand vom 25. Februar 2016.  Die Baudenkmale sind in der Liste der Kulturdenkmale in Blankenheim (Landkreis Mansfeld-Südharz) aufgeführt.
| Denkmal-ID | Fundart             | Ortsteil    | Bezeichnung           | Zeitstellung | Lage                           | Bemerkungen                                                                                                | Bild |
| ---------- | ------------------- | ----------- | --------------------- | ------------ | ------------------------------ | --- | ---- |
| 428300423  | Befestigung > Burg  | Blankenheim | Spornburg „Alte Burg“ | Mittelalter  | 0,1 km südlich vom Ort (Lage)  | Vom Höhenrücken abgetrennter Sporn gut erkennbar, östliches Vorburgareal stark zugewachsen und verwildert. |      |
| ?          | Befestigung > Sporn | Blankenheim | Sporn mit Befestigung |              | 0,1 km westlich vom Ort (Lage) | |      |